# Prosevania orientalis
Prosevania orientalis är en stekelart som först beskrevs av Gyöö Viktor Szépligeti 1903.  Prosevania orientalis ingår i släktet Prosevania och familjen hungersteklar. Inga underarter finns listade i Catalogue of Life.